# Vlag van het Hoofdstedelijk District

Vlag van het Hoofdstedelijk District
(sinds 2022)

Voorgaande vlag
(1989-2022)

De vlag van het Hoofdstedelijk District is de vlag van het Venezolaanse Hoofdstedelijk District. De vlag toont de Nationaal Park El Ávila, evenals de witte ster die licht, rebellie en helderheid symboliseert, samen met de kleur rood, die staat voor passie en bloed. Van de patriotten, naast de kleuren groen, wit en blauw, aanwezig in de landschappen van Caracas. De vlag is in gebruik sinds 13 april 2022.

## Voorgaande vlag
De voorgaande vlag bestaat uit een donkerrode achtergrond waarop het wapen van het het Hoofdstedelijk District is afgebeeld. De rode kleur was een eerbetoon aan alle helden die hun leven gaven in de gevechten voor de onafhankelijkheidsstrijd. Dit patriottische symbool stond voor alle inwoners van de hoofdstad Caracas en het land Venezuela. De vlag is in 1989 in gebruik genomen.